# Noblella ritarasquinae
Espèce
Synonymes
- Phyllonastes ritarasquinae Köhler, 2000

Statut de conservation UICN

 DD  : Données insuffisantes
Noblella carrascoicola est une espèce d'amphibiens de la famille des Craugastoridae.

## Répartition
Cette espèce est endémique du centre de la Bolivie. Elle se rencontre entre 1 000 et 1 500 m d'altitude dans les provinces de Chapare et de Carrasco dans le département de Cochabamba.

## Description
La femelle holotype mesure environ 14,1 mm.

## Étymologie
Cette espèce est nommée en l'honneur de Rita Rasquin.

## Publication originale
- Köhler, 2000 : A new species of Phyllonastes Heyer from the Chapare region of Bolivia, with notes on Phyllonastes carrascoicola (Amphibia, Anura, Leptodactylidae). Spixiana, München, vol. 23, no 1, p. 47-53 (texte intégral).